# Mercedes-Benz O408
Il Mercedes-Benz O408 è un autobus interurbano a piano rialzato prodotto a partire dal 1989 fino al 1999 da Daimler.

## Caratteristiche tecniche
Il propulsore impiegato è l'om447hLA disponibile nelle versioni di 184CV, 237CV (174Kw), 250 CV (184Kw) o 299CV (220Kw) con cilindrata di circa 11.960cc, per cui la motorizzazione poteva risultare compatibile con gli standard Euro 2.
Il Mercedes-Benz O408 era disponibile con cambio automatico a 4 Rapporti Voith oppure 5 Rapporti ZF infine anche con cambio manuale a 6 rapporti.
Fra le dotazioni erano previste il retarder Voith e riscaldamento Webasto. A richiesta poteva essere dotato di radio, doppi vetri, microfono, ABS, riscaldamento del vetro della porta anteriore, apertura elettrica dei lucernari, cappelliera e climatizzatore Konvekta
Il veicolo è dotato di una porta anteriore singola e di una centrale, singola o doppia, entrambe ad espulsione inoltre può prevedere il trasporto di una sedia a rotelle. 
L'O408 ha rappresentato un'evoluzione dell'O407 a sua volta evoluzione dell'O405N e dell'O405, differenziandosi da tali modelli per alcuni particolari.

## Diffusione
Mercedes Benz O408 ha avuto una diffusione in Europa, quindi anche in Italia, molto maggiore dell'O407. Ciò è ancora evidente poiché quasi tutti gli esemplari sono ancora utilizzati nei servizi di linea.